# Phylica anomala
Phylica anomala är en brakvedsväxtart som beskrevs av Neville Stuart Pillans. Phylica anomala ingår i släktet Phylica och familjen brakvedsväxter. Inga underarter finns listade i Catalogue of Life.